# Det lever igen
Det lever igen (engelska: It Lives Again) är en amerikansk skräckfilm från 1978 i regi av Larry Cohen. Filmen handlar om muterade mördarbebisar och är uppföljare till Det lever från 1974.

## Rollista i urval
- Frederic Forrest - Eugene Scott
- Kathleen Lloyd - Jody Scott
- John P. Ryan - Frank Davis
- John Marley - Mr. Mallory
- Andrew Duggan - Dr. Perry
- Eddie Constantine - Dr. Forest